# Guido Görtzen
Guido Görtzen, född 9 november 1970 i Heerlen, är en nederländsk före detta volleybollspelare.
Görtzen tog med Nederländernas herrlandslag i volleyboll guld vid OS 1996 och silver vid VM 1994.